# Светозар Ивачковић
Светозар Ивачковић (Делиблато, 10. децембар 1844 — Београд, 30. јануар 1924) био је српски архитекта. Највише се бавио пројектовањем црквених објеката у српско-византијском стилу, за многа места у Србији. Сврстава се међу најзначајније српске архитекте новијег доба.

## Биографија
Светозар Ивачковић је рођен у Делиблату, 10. децембра 1844. године. Основну школу завршио је у Делиблату и Панчеву, а Реалку у Панчеву. У Бечу је завршио Високу техничку школу. По завршетку овог факултета уписао се на Академију ликовних уметности, у класи професора Теофила Ханзена који се прославио својим предавањима из византијске архитектуре. Ове студије које су обухватале, поред византијске, и класичну и ренесансну архитектуру, завршио је са одличним успехом 1874. године.
Иако се не зна када је тачно прешао у Београд, у Архитектонском одељењу Министарства грађевина почео је да ради 1881. године као инжињер I класе под уговором. Касније је био и заступник начелника Архитектонског одељења и инспектор. Деведесетих година XIX века изабран је за дописног члана Српске краљевске академије. Био је члан Одбора, Удружења српских инжињера (1895) и Удружења српских уметника у Београду (1898).
Као стручњак за актуелну академску архитектуру, а нарочито за њену неоренесансну и неовизантијску варијанту, остварио је респектабилан опус у домену сакралног неимарства. По повратку у Панчево, 1874. године након победе на конкурсу, до 1877. године саградио је монументалну једнокуполну Преображењску цркву, ремек-дело српске новије црквене архитектуре; то уједно представља и најзначајније његово дело у области градње православних храмова. Иконостас у цркви је урадио Урош Предић, а монументалне зидне слике је направио у периоду од 1907. до 1909. сликар Стеван Алексић.
Са упадљивим реминисценцијама на Ханзенов стил, подигао је репрезентативну Харишову капелу на Земунском гробљу (1874—1878). Године 1878. постаје члан Српског ученог друштва. Од 1881. године запослен је у Главној управи (Министарству грађевина) као инжињер прве класе под уговором. Касније је био и заступник начелника Архитектонског одељења и инспектор. У деведесетим годинама 19. века изабран је за дописног члана Српске краљевске академије, а 1894. године је одликован орденом Таковског крста.
Иако се не зна када је тачно прешао у Београд, у Архитектонском одељењу Министарства грађевина почео је да ради 1881. године као инжињер I класе под уговором. Касније је био и заступник начелника Архитектонског одељења и инспектор. Деведесетих година XIX века изабран је за дописног члана Српске краљевске академије.
Од 1881. до 1900. године, Ивачковић је саградио неколико десетина парохијалних цркава и гробљанских капела широм уже Србије и Војводине, од којих је тек половина евидентирана. Поједина дела навео је у аутобиографији из 1887. године (писмо Стевану Д. Поповић, начелнику Министарства просвете и црквених дела), као и на страницама „Српског техничког листа“, док неке његове цркве помиње Феликс Каниц. До сада су евидентиране Ивачковићеве цркве у: Звечкој, Враневу, Јасики, Марковцу, Лесковцу код Београда, Кални, Врбици, Градашници, Каони, Чукојевцу, Црнојци, Сокобањи, Хисару код Лесковца, Гунцати, Рудној Глави, Вранићу, Грабовцу, Расници, Засавици, Мозгову, капела Станојла Петровића на Новом гробљу Београд (1890), Јагодини, као и Црква Светог Николе у Београду. Неке од наведених храмова пројектовао је у сарадњи са другим колегама из Архитектонског одељења — Јованом Илкићем, Миланом Капетановићем и Душаном Живановићем.
Најбоље његово остварење у Београду је зграда Министарства правде из 1883. на Теразијама, једна од најлепших београдских палата с краја века у стилу неоренесансе. Грађевина је првобитно имала двоструку намену, у њој су били смештени Министарство правде и Теразијски кварт — због чега је оригинална фасада имала два улаза, симетрично постављена на крајевима приземља. Други улаз је уклоњен за време преправки зграде 1910. године. Ову грађевину Ивачковић је пројектовао по службеној дужности као архитекта Министарства грађевина и у сарадњи са инжињером Јованом Суботићем. Зграда у потпуности подсећа на неку од вредних палата италијанске ренесансе, изузимајући боју фасаде. Решена је симетрично, са двојним прозорима у призмељу и на спрату. Приземље је обрађено рустично, са великим квадерима који прате лучно засведене прозоре и портал(е), док је површина фасаде спрата покривена керамичким плочицама и украшена троугаоним тимпанонима изнад добро профилисаних прозора. Зграда има богато декорисан кровни венац изнад кога се налази атика са балустрадом. Зграда Министарства правде свакако спада међу најрепрезентативније грађевине своје епохе у Београду.
Ивачковић је подигао и неколико приватних породичних зграда. Издвајају се куће за Нићифора Дучића, Јована Дилбера, Драгу Митричевић и Николу Вујатовића у Београду. Остварио је запажене резултате на архитектонским конкурсима, уметничким изложбама и престижној стручној периодици.

## Галерија
- Јужна фасада Цркве светог Димитрија (Харишеве капеле) у Земуну (1874-1878)
- Фотографија јужне фасада Цркве светог Димитрија (Харишеве капеле) у Земуну (1874-1878)
- Фотографија северно-западне фасаде Цркве светог Димитрија (Харишеве капеле) у Земуну (1874-1878)
- Фотографија Цркве Светог Николе на Новом Гробљу у Београду
- Фотографија Преображењске цркве (Горњоварошке српске цркве) у Панчеву (1877-1909)
- Фотографија Цркве светог Илије у Вранићу (1884-1888)